# Groupe Roullier
Le Groupe Roullier est une société familiale fondée en 1959 à Saint-Malo par Daniel Roullier. Elle est spécialisée dans la nutrition végétale et animale et présente dans l'agroalimentaire.

## Histoire
Le Groupe Roullier est fondé en 1959 à Saint-Malo par Daniel Roullier. L'entreprise se développe notamment dans les domaines de la nutrition végétale et animale, puis de la phycologie, de la plasturgie ainsi que de l'agroalimentaire et des énergies renouvelables,.
À ses débuts, l'entreprise n'était composée que d'une dizaine de salariés, ; en 2021, le groupe compte 9 200 employés et a réalisé un chiffre d'affaires de 2,65 milliards d'euros[réf. nécessaire].
L'entreprise annonce en 2015 vouloir doubler son chiffres d'affaires dans les cinq à six ans. Le groupe développe alors ses activités internationales, tout particulièrement dans le domaine de la pâtisserie industrielle. C'est ainsi qu'en 2020 il prend le contrôle de Alysse Food, une société belge qui fabrique notamment des muffins et des brownies. Le groupe se désengage de certaines autres activités en revendant Halieutis Fish & Co (transformation et congélation de produits de la mer) au groupe Cité Marine en 2017.
De même, le groupe conforte en 2018 ses dépenses en recherche et développement dans le domaine de la nutrition animale et végétale au sein des centres de Saint-Malo et de Dinard par un investissement financé par un prêt de 50 millions d'euros de la Banque européenne d'investissement. Le groupe poursuit son développement international avec les rachats de l'entreprise Magnesium do Brasil pour son activité de magnésie et deux acquisitions pour Timac Agro, son activité historique,.
En 2023, Daniel Roullier et sa famille sont classés par Challenges 37e fortune de France avec 3,7 milliards d'euros.
En 2024, la gouvernance du groupe évolue, Jorge Boucas est nommé président du directoire et Sophie Bigaignon directrice générale déléguée.

## Controverses

### Utilisation de sable coquillier en baie de Lannion

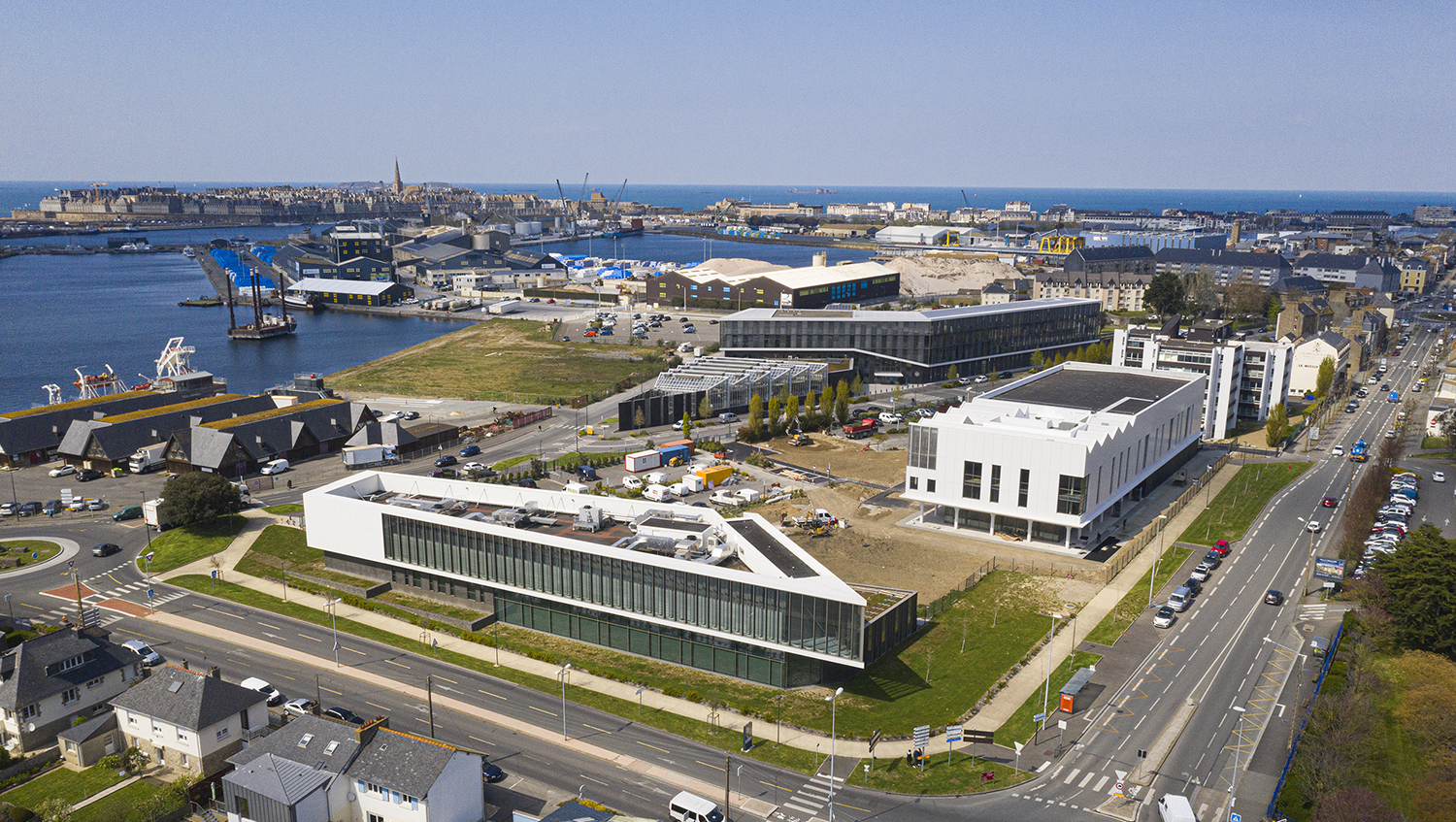
Siège historique du Groupe Roullier à Saint-Malo.

Le Groupe Roullier exploite des gisements de sable coquillier via sa filiale, la Compagnie armoricaine de navigation, notamment dans une dune sous-marine située entre deux sites classées Natura 2000 dans la baie de Lannion. Cette exploitation rencontre une forte hostilité au sein de la population, et des associations, notamment Le Peuple des Dunes en Trégor s’opposent à cette activité. La poursuite de l'exploitation, initialement autorisée par Emmanuel Macron, alors ministre de l'Économie en avril 2015, est arrêtée en juin 2018 par ce dernier, devenu président. En 2019, l'extraction en baie de Lannion est toujours stoppée, mais le Groupe Roullier et les associations continuent à s'opposer sur le dossier,. En 2021, le groupe décide de stopper l'extraction de sable en baie de Lannion.

### Émissions d'ammoniac
La question des émissions d'ammoniac et de la pollution atmosphérique en général est soulevée par l'État, la région, plusieurs associations et des riverains,,. En 2025, la filiale du groupe Roullier, Timac Agro, spécialisée dans la production d'engrais et implantée dans la zone industrielle de Saint-Malo, a été condamnée à 10 000€ d'amende devant le tribunal de cette même ville, dans le cadre d'une procédure de comparution sur reconnaissance préalable de culpabilité. L'entreprise avait été poursuivie à la suite d'une plainte déposée par l'association Osons ! pour des dépassements de seuils de rejets d'ammoniac dans le port de Saint-Malo fin 2019 et début 2020,. 
Une procédure civile a également été engagée par les trois associations, France nature Environnement, Bretagne Vivante et Eau et Rivières de Bretagne pour les rejets excessifs d'ammoniac sur le site de Saint-Malo qui ont eu lieu entre 2018 et 2021. L'association Nature-Environnement 17 est également intervenue pour les rejets intervenus sur l'usine de Tonnay-Charente. Timac a été condamnée à leur verser un total de 115 000 euros en 2024. Timac a fait appel. 

### Présence excessive de cadmium
Quatre des cinq engrais phosphatés les plus vendus par le groupe Roullier en France ont des taux de cadmium qui dépassent les recommandations de l'ANSES[réf. nécessaire]. Le groupe Roullier importe en effet son phosphate du Maroc, lequel est excessivement chargé en cadmium, ce qui a pour effet de provoquer, notamment parmi les consommateurs français, des intoxications à ce métal lourd entrainant un risque accru de saturnisme.